# Novine serbske
Novine serbske (serbisch-kyrillisch Новине сербске) war die erste serbischsprachige Tageszeitung, die am 1. August 1813 in Wien erschien. Drei Jahre lang wurde das Blatt werktäglich veröffentlicht. Von Mai 1816 wurde die Redaktion durch Dimitri Davidovic und Dimitrije Frušić (beide Medizinstudenten) betreut.
Novine serbske erschien anfangs mit gewissen Einschränkungen und unterlag der österreichischen Zensur. Ab 1815 nahmen Wirtschaftsnachrichten immer größeren Raum ein, später wurde Novine serbske zu einem Zentralorgan der serbischen Literatur. Vuk Stefanović Karadžić lieferte sich als Mitarbeiter der Zeitung schriftliche Wortgefechte mit den Gegnern seiner Sprachreform. 1817 übernahm Karadžić für kurze Zeit den Posten des Herausgebers. In den letzten Jahren ihres Bestehens erschien die Zeitung mit einer Literaturbeilage.
Nachdem Frušić nach Abschluss seines Medizinstudiums die Redaktion verlassen hatte, musste Davidovic um das Überleben der Zeitung kämpfen. Er erwarb 1819 seine eigene Druckmaschine und begann zusätzlich den Almanach „Zabavnik“ zu drucken, konnte damit die Zeitung aber nicht retten. Mitte 1821 verließ Davidovic Wien und zog nach Serbien. Er hinterließ die Zeitungen seinem Mitarbeiter, dem Jura-Studenten Petar Matic. 1822 wurde Novine serbske eingestellt.